# Sofie Lenaerts
Sofie Lenaerts (Leuven, 25 september 1975) is een Belgische bergbeklimster en tv-presentatrice van het verkeersveiligheidsprogramma Kijk uit. Lenaerts bereikte op 21 mei 2016 als derde Belgische vrouw de top van Mount Everest en werd op 3 januari 2020 de eerste Belgische vrouw die de zeven toppen beklom. Ze is tevens de eerste vrouw binnen de Benelux die dit presteerde.

## Biografie
Lenaerts studeerde Techniek wetenschappen in Aarschot en begon in 1994 haar carrière bij de toenmalige Rijkswacht. Ze begon met avontuurlijke sporten zoals parachutespringen, kickboksen en diepzeeduiken. In 2001 voegde ze zich bij de eerste vrouwelijke zwaantjes in Oost-Vlaanderen. Daar specialiseerde ze zich in ladingzekering en werd gastdocent in vijf Belgische provinciale politiescholen. Als voorzitter organiseerde Lenaerts alle nationale verkeersacties die zich hierop toespitsten en ze startte begin 2019 als het nieuwe gezicht van het verkeersveiligheidsprogramma Kijk uit. 
Lenaerts leerde op haar 24ste rotsklimmen en ontdekte het bergbeklimmen in de Alpen. Daarna reisde ze heel de wereld rond om bergen te beklimmen, soms afdalend met een parapente zoals op de Mont Blanc in 2013.
Lenaerts begon aan de beklimming van de zeven toppen op september 2009 met Mount Elbroes (5642 m) in Rusland en droomde ervan na de beklimming van de Denali (6190 m) in Alaska om de magische 8000m-hoogtegrens te overschrijden. Haar eerste expeditie in 2013 naar de Gasherbrum I en II kende een valse start door een Talibanaanslag in het basiskamp van de Nanga Parbat, waar elf klimmers werden doodgeschoten. De Belgische expeditie ging toch nog door maar het was voor haar geen succes. In 2015 probeerde ze nogmaals met een eigen Belgische expeditie naar Makalu (8485 m) in Nepal, maar tijdens de beklimming werd Nepal getroffen door een zware aardbeving die vele levens eiste. De expeditie werd beëindigd en de leden van de expeditie gaven lezingen waarbij de opbrengst bestemd was voor hulp aan de Nepalese bevolking. 
In augustus 2015 bereikte Lenaerts met een solo-expeditie de top van Khan Tengri (7010 m) in Kazachstan. Nadien wist ze in 2016 dan toch de hoogst mogelijke top van de wereld te bereiken: de Mount Everest (8848 m) met behulp van supplementaire zuurstof. Daarna volgden nog vele bergen en ze reist nog steeds de wereld rond. Ondertussen coacht zij mensen die ervan dromen bergen te beklimmen en geeft inspiratielezingen.
Op 23 september 2022 ontving Lenaerts de Albert Mountain Award 2022, uitgereikt door Prinses Esmeralda van België in naam van Koning Albert I Memorial Foundation De foundation reikt elk 2 jaar deze Award uit aan individuele laureaten en organisaties die een uitzonderlijke toewijding hebben getoond aan de alpine wereld.
In november 2024 verscheen haar eerste boek Tussen hemel en aarde (uitgeverij Borgerhoff & Lamberigts), waarin ze de lezer meeneemt op haar reis langs de hoogste toppen van verschillende continenten.
Vanaf 26 december 2024 is Lenaerts te zien in het televisieprogramma De Rugzak, waarin acht bekende Vlamingen zonder ervaring in het klimmen, een bergbeklimming doen van de Kilimanjaro. Lenaerts is expeditieleider van deze bergbeklimming. De voorbereiding van de bekende Vlamingen lag in de handen van Lenaerts' levenspartner Stef Maginelle.

## Beklimmingen
- 2009, 2012, 2013: Mont Blanc 4808 m, hoogste top van de Alpen
- 2009: Elbroes 5642 m, hoogste top van Europa
- 2010: Aconcagua 6962 m, hoogste top van Zuid-Amerika
- 2012: Denali 6194 m, hoogste top van Noord-Amerika
- 2012: Nevado del Tolima 5216 m derde hoogste vulkaan van Colombia
- 2012, 2015: Cotopaxi 5897 m, tweede hoogste berg van Ecuador
- 2015: Khan Tengri 7010 m, 2de hoogste top van het Tiensjangebergte
- 2016: Mount Everest 8848 m, Hoogste top van de wereld gelegen in Azië
- 2017: Puncak Jaya 4884 m, Hoogste top van Oceanië
- 2018: Kilimanjaro 5895 m, hoogste top van Afrika
- 2019: Leninpiek 7134 m, de op een na hoogste berg in het Pamirgebergte
- 2020: Mount Vinson 4892 m, Hoogste top van Antarctica
- 2020: Eerste beklimming Yaari-couloir 5170 m, onbenoemde berg aan de Biafogletsjer in Pakistan
- 2021: Broad Peak 8035 m (voortop), eerste Belgische vrouw, zonder supplementaire zuurstof
- 2022: Mount Ararat 5137 m, hoogste top van Turkije. Opening van de west-route.
- 2022: Ama Dablam 6812 m, technische peak in Nepal
- 2023: Cholatse 6440 m, technische peak in Nepal, eerste Belgische vrouw
- 2024: Kyajo Ri 6186m, technische peak in Nepal, eerste Belgische vrouw

Daarnaast beklom ze een twintigtal bergen boven de 4000 meter en een tiental bergen boven de 5000 meter.

## Andere expedities
- 2013: Gasherbrum II tot 7500 m – geen top door weersomstandigheden - zonder supplementaire zuurstof
- 2015: Makalu 8463 m – geen top door aardbeving - zonder supplementaire zuurstof
- 2017: Lhotse tot 8100 m zonder supplementaire zuurstof of sherpa support
- 2022: winter expeditie naar Manaslu 8163 m – geen top door lawinegevaar - zonder supplementaire zuurstof

## Overige
In 2018 deed Lenaerts ten voordele van Make-A-Wish Foundation een 270km-duatlon Dwars door Vlaanderen; van het laagste punt in Vlaanderen, De Panne tot het hoogste punt in Voeren binnen 24 uur. 
Ze reisde met een motorfiets door bijna alle landen van Zuid-Amerika (uitgezonderd Brazilië, Venezuela, Guyana, Suriname) en doorkruiste Thailand, Laos en Cambodja met de fiets.
In maart 2023 slaagde haar groep avonturiers, onder leiding van  Stef Maginelle, erin om het tweede hoogste plateau ter wereld over te steken: nationaal park Deosai National Park gelegen in Pakistan. Ze deden dit autonoom (non-supported) in de winter met ski en slee, en legden 70 km af in 6 dagen bij temperaturen onder -25°c. Alhoewel dit nog maar één keer werd voorgedaan door 5 professionele ski-gidsen uit Italië in 2019, was dit voor de vrouwen een unieke prestatie.
Lenaerts liep in het trailrunning samen met haar partner als eerste gemengd team een "fastest known time" in november 2024 over de Kangja La in Nepal.

## Privé
Lenaerts beklom de eerste drie bergen van de Seven Summits samen met Rudy Van Snick. Na haar mislukte expeditie in 2013 werd Stef Maginelle haar personal trainer. Hij beklom in 2007 Mount Everest samen met de Belgen Bjorn Vandewege (Belgische Seven Summitteer) en Stein Tant. Maginelle is de eerste Belg die in 2013 erin slaagde twee bergen boven de 8000 m te bereiken zonder supplementaire zuurstof, namelijk de Gasherbrum I op 8080 m en de Gasherbrum II op 8035 m, gelegen in Pakistan. Sinds 2015 delen Maginelle en Lenaerts hun passie voor de bergen als koppel. Hun huwelijksaanzoek kon dan ook niet anders plaatsvinden op de voortop van Broad Peak op 8035m hoogte in Pakistan.  Naast het bergbeklimmen is ook trailrunning een favoriete bezigheid.  
Omdat klimexpedities niet kunnen plaatsvinden zonder de steun van de lokale bevolking, trachten Sofie en Stef maatschappelijke steun te bieden aan de lokale bevolking. Dankzij kledij- of geldinzamelingsactie proberen ze op deze manier afgelegen dorpen, scholen of weeshuizen mee te ondersteunen. 